# Куския (Айдахо)
Ку́ския (англ. Kooskia) — город в округе Айдахо, штат Айдахо, США. По оценкам на 2008 год население составляло 654 человек.

## История
История города Куския начинается с 1895 года, когда правительство отвело 104 акра на строительство города. При основании городу было дано имя Стюарт в честь торговца Джеймса Стюарта. 25 мая 1896 года было открыто почтовое отделение, 1 января 1898 года напечатан первый экземпляр местной газеты «Alta Idaho Area Paper». 13 марта 1900 года к городу была подведена железная дорога, станция получила название «Куския». 14 апреля 1902 года город был переименован в Куския, чтобы соответствовать названию станции.
Слово «Куския» является производным от индейского Кус-Кус-Киа, что означает «соединение вод». Дело в том, что город расположен на месте объединения южного и среднего рукав реки Клируотер. Льюис и Кларк неверно истолковали значение индейского названия, переведя его как «чистая вода» (англ. clear water), тем самым дав название реке Клируотер.

## География и климат
Куския расположена в северо-западной части округа Айдахо. Высота центральной части города составляет 394 м. Площадь города составляет 1,8 км², из которых 0,1 км² составляет водная поверхность. Поблизости от города расположено пересечение шоссе US 12 и ID-13 при городе имеется аэропорт.
| Климатограмма Кускии                                        | Климатограмма Кускии | Климатограмма Кускии | Климатограмма Кускии | Климатограмма Кускии | Климатограмма Кускии | Климатограмма Кускии | Климатограмма Кускии | Климатограмма Кускии | Климатограмма Кускии | Климатограмма Кускии | Климатограмма Кускии |
| ----------------------------------------------------------- | -------------------- | -------------------- | -------------------- | -------------------- | -------------------- | -------------------- | -------------------- | -------------------- | -------------------- | -------------------- | -------------------- |
| Я                                                           | Ф                    | М                    | А                    | М                    | И                    | И                    | А                    | С                    | О                    | Н                    | Д                    |
| 117.9 2 −3                                                  | 89.7 6 −2            | 94.2 11 1            | 91.4 17 3            | 89.7 22 6            | 79.8 26 9            | 35.3 31 12           | 32.3 31 11           | 54.9 24 8            | 72.1 16 3            | 122.9 7 0            | 106.9 2 −3           |
| Температура в °C • Сумма осадков в мм Источник: weather.com |                      |                      |                      |                      |                      |                      |                      |                      |                      |                      |                      |

## Население
Согласно оценочным данным за 2009 год, население города составляло 654 человек. Плотность населения равна 363,89 чел./км². Средний возраст населения — 39 лет и 10 месяцев. Половой состав населения: 50,4 % — мужчины, 49,6 % — женщины. В 2000 году насчитывалось 278 домашних хозяйств и 179 семейств. Расовый состав населения по состоянию на 2000 год:
- белые — 93,2 %;
- индейцы — 2,2 %;
- азиаты — 0,3 %;
- прочие расы — 1,6 %;
- две и более расы — 2,7 %.

## Интересные факты
Жители Кускии неофициально называют свой город «лосиной столицей мира».